# Обсада на Лисабон
Обсадата на Лисабон от 1 юли до 25 октомври 1147 г. е военно действие, което поставя Лисабон под траен португалски контрол и прогонва маврите. Обсадата на Лисабон е една от малкото християнски победи по време на Втория кръстоносен поход – тя е „единственият успех на всеобща операция, предприета от поклонническата армия“ според съвременния историк Хелмолд, Тя е повратна битка на Реконкистата.
Падането на Едеса през 1144 г. води до призива за нов поход от папа Евгений III през 1145 и 1146 г. През пролетта на 1147 г., папата упълномощава кръстоносния поход на Иберийския полуостров. Той също упълномощава Алфонсо VII да присъедини походите си срещу маврите към Втория кръстоносен поход. През май 1147 г., контингент кръстоносци напуска Дартмут, Англия. Те възнамеряват да отплават за Светите земи, но времето ги принуждава да спрат на португалския бряг в северния град Порто на 16 юни 1147 г. Там те са убедени да се срещнат с португалския крал Афонсу I. Кръстоносците се съгласяват да помогнат на краля да нападне Лисабон. Обсадата започва на 1 юли. След 4 месеца, мавърските управители се съгласяват да се предадат на 25 октомври, най-вече заради глада в обсадения град. Повечето кръстоносци се заселват в Лисабон, но някои от тях отплават и продължават за Светите земи. Лисабон става столица на Кралство Португалия през 1255 г.